# Gury Kolosov
Gury Vasilievich Kolosov (Óblast de Novgorod, 25 de agosto de 1867 — 7 de novembro de 1936) foi um matemático e engenheiro russo.
É mais conhecido por suas contribuições à teoria da elasticidade. Em 1907 obteve a solução para a distribuição de tensões próximo a um furo elíptico. Kolosov mostrou que as tensões aumentam quando o raio de curvatura em uma extremidade do furo diminui em relação ao comprimento total do furo.
Estudou na Universidade de São Petersburgo, onde contonuou depois da graduação, onde doutorou-se sob a supervisão de Vladimir Steklov. Trabalhou na Universidade de Tartu, de 1902 a 1913, retornando então para São Petersburgo, onde trabalhou na Universidade de São Petersburgo e na Saint Petersburg State Electrotechnical University.
Foi eleito membro correspondente da Academia de Ciências da Rússia, em 1931.
Foi o primeiro a aplicar variáveis complexas para resolver problemas de estados planos na teoria da elasticidade.